# Settsu
Settsu (japanska: 摂津市?, Settsu-shi) är en stad belägen i Osaka prefektur, Japan. Settsu fick status som stad 1966. 

## Personer med anknytning till Settsu
- Sarina Suzuki är uppvuxen i Settsu.
- Keisuke Honda (fotbollsspelare)

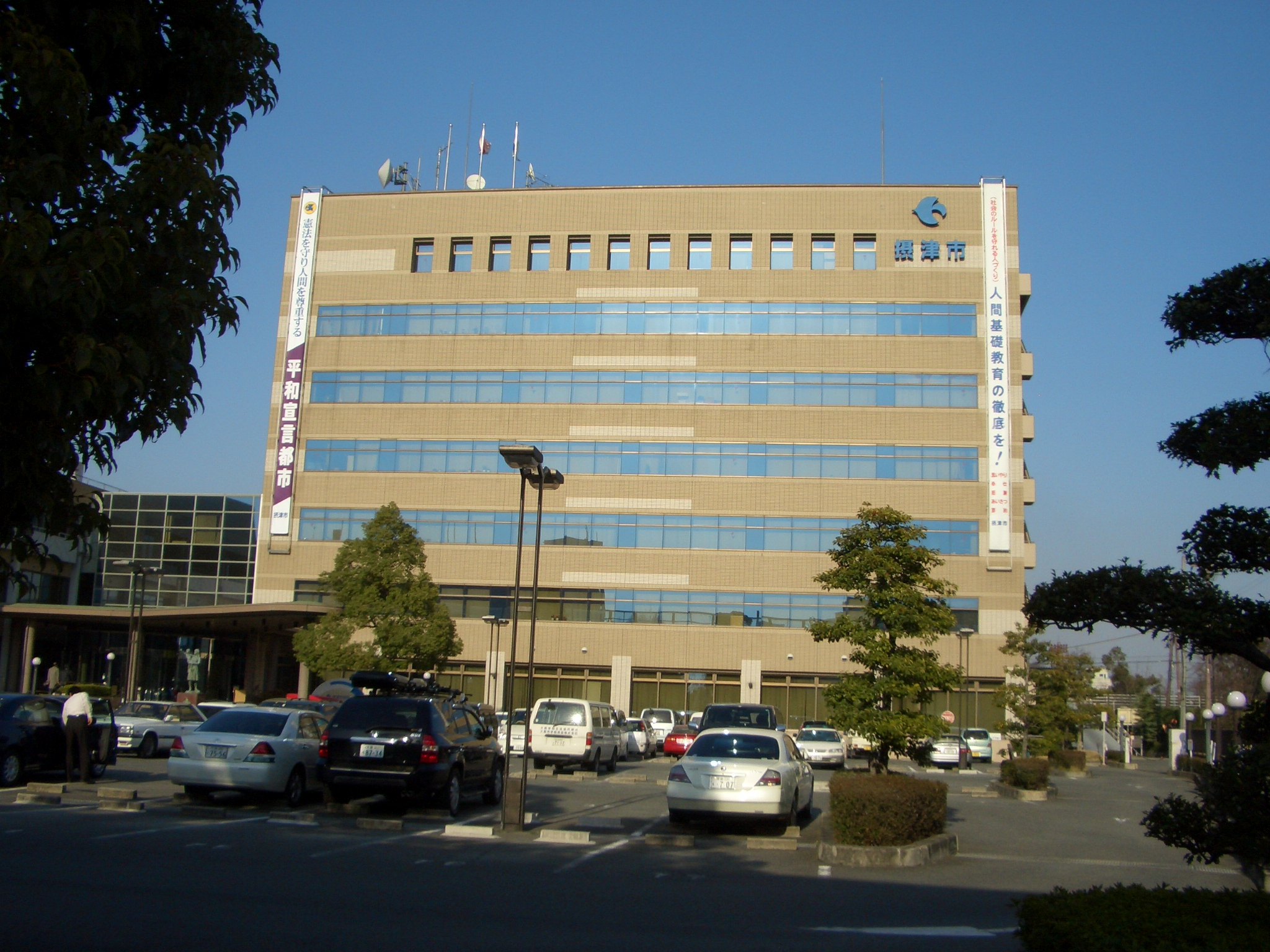
Stadshuset i Settsu